# Colette

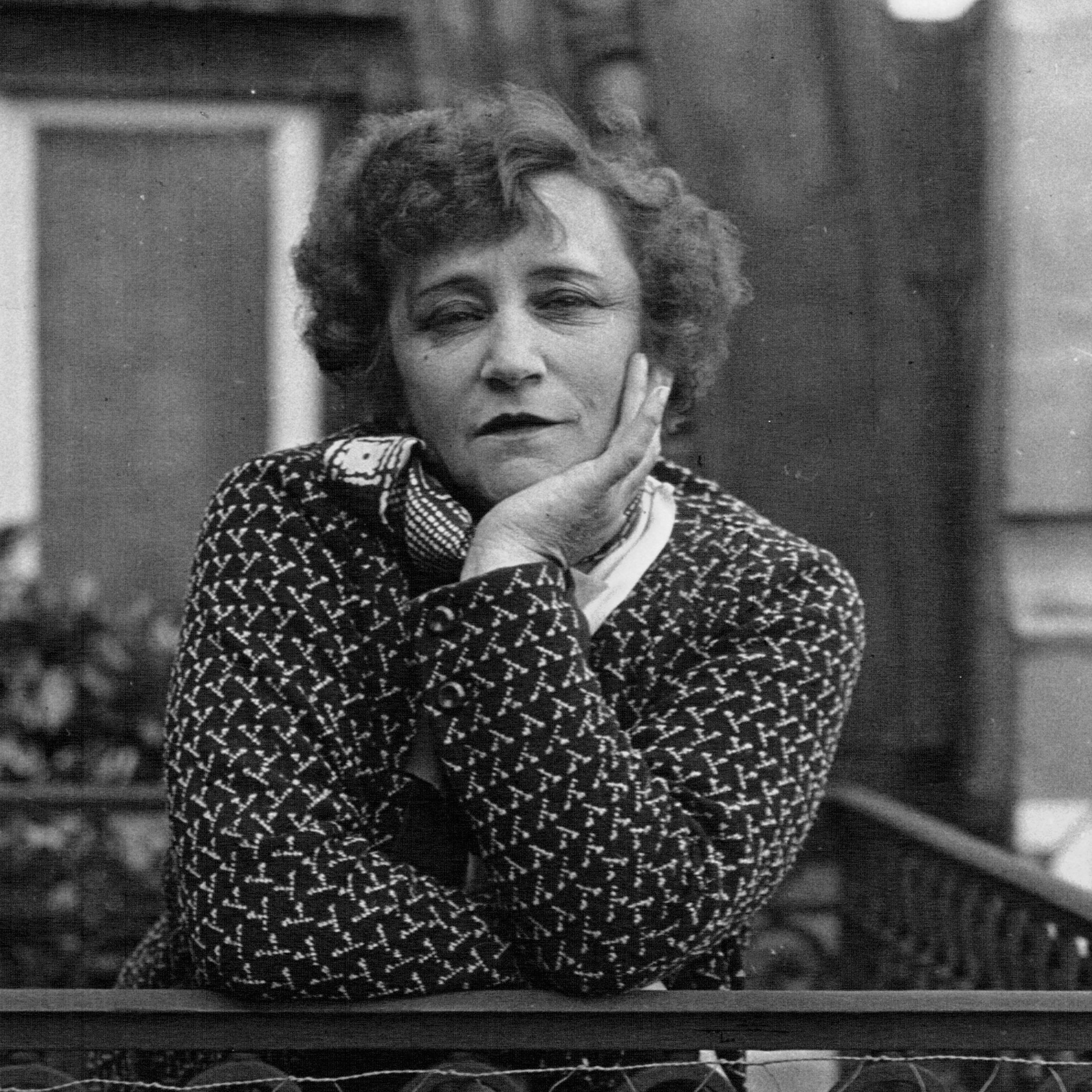
Colette en 1932

Sidonie-Gabrielle Colette (Saint-Sauveur-en-Puisaye, 28 de enero de 1873-París, 3 de agosto de 1954), más conocida como Colette, fue una novelista, periodista, guionista, libretista y artista de revistas y cabaré francesa. Adquirió celebridad internacional por su novela Gigi, de 1944, que fue llevada al cine por Vincente Minnelli en 1958. Siendo miembro de la Academia Goncourt desde 1945, llegó a presidirla entre 1949 y 1954. Fue condecorada con la Legión de Honor.

## Biografía

### Familia y antecedentes
Fue la última de los cuatro hijos que llegó a tener el matrimonio formado por Sidonie Landoy, más conocida como "Sido", apelativo que también heredará, y el capitán Jules-Joseph Colette, un militar de Argelia que perdió una pierna en la batalla de Melegnano: los retrató en Sido, de 1930. Colette disfrutó de una educación laica y una infancia feliz en la pequeña villa de Borgoña (Bourgogne), de la que sacó un gran amor a la naturaleza vegetal y animal y al ejercicio físico. Asistió a una escuela pública entre los 6 y los 17 años.

### Primeros años 1873-1912
Siendo aún adolescente,conoció al escritor Henry Gauthier-Villars, apodado «Willy», quince años mayor que ella, con el que se casó el 15 de mayo de 1893 en Châtillon-Coligny. Willy, autor de novelas populares, fue considerado uno de los libertinos más notorios de París, la introdujo en los círculos artísticos e intelectuales de vanguardia y alentó sus experiencias lésbicas. Explotaba como "escritores fantasma" a varios colaboradores, cuyas obras firmaba y fue el primero en descubrir las facultades como escritora de su esposa, a quien animó a redactar obras que luego él firmaba. Estas novelas constituyeron la serie de las Claudine (1900-1903), formada por Claudine à l'ecole (Claudine en la escuela) (1900), Claudine aà Paris (1901), Claudine en mènage (1902) y Claudiene s'en va (1903) que describen la llegada a la edad adulta de su protagonista, Claudine, que pasa de ser una quinceañera poco convencional en un pueblo de Borgoña a una celebridad en los salones literarios del París de principios de siglo. La historia que cuentan es semiautobiográfica, aunque Claudine, a diferencia de Colette, es huérfana de madre. Fue Willy el que eligió el tema de las novelas de Claudine: "el mito secundario de Safo", la escuela de niñas o el convento gobernado por una maestra seductora, y la mantuvo aislada hasta que produjo suficientes páginas para él.
Indignada por las infidelidades de su marido (Willy fue amante de Marie Lousie Servat, "Germaine", esposa de Émile Courtet con la que tuvo un hijo, Jacques Henry Guthier-Villars), y desesperada por verse constreñida al papel de esposa escarnecida y burlada, Colette fue liberándose poco a poco de su tutela; animada por Georges Wagne, se dedicó a satisfacer sus ambiciones teatrales dedicándose a actuar en espectáculos de music-hall. Lo reflejará en La vagabunda, 1910. Fueron estos años de escándalo y liberación moral en los que descubrió su bisexualidad, pues tuvo aventuras con varias mujeres. Incluso sostuvo un trío con una de las amantes de su esposo, Georgie Raoul-Duval, de soltera Urquhart, de forma que asistieron al festival de Bayreuth juntos en 1901; Colette vertió esta historia, con leves retoques, en Claudine en ménage.
En 1906, se divorció al fin de «Willy», a quien no importaban sus aventuras con mujeres, sino sólo con los hombres, y durante los años sucesivos fue afianzándose como escritora: precisión en las palabras que describen la belleza de la naturaleza, gran poder de observación, fino análisis de la conducta de los animales y una gran voluptuosidad y sensualidad expresadas con estilo igualmente fresco y libre. Tuvo otras amantes notorias, como la rica heredera norteamericana Natalie Clifford Barney, o Matilde de Morny, marquesa de Belboeuf, más conocida como "Mitzi", "Missy" o "tío Max". También tuvo algunas amigas: las escritoras Helène Picard, que fue su secretaria, y Marguerite Moreno, esposa de Marcel Schwob. Entre los hombres, por supuesto, los escritores Jean Cocteau y Paul Valéry, pero le fue imposible estrechar una amistad con André Gide: eran como agua y aceite.
Reivindicar los derechos de la carne sobre el espíritu y los de la mujer sobre el hombre es el eje constituyente de su obra. Siempre con una agitada vida sentimental, Colette conoció a Henry de Jouvenel, un periodista, redactor jefe de Le Matin, con quien se casó en 1911 y tuvo a su única hija, que llamó en provenzal Bel-Gazou.
Colette colaboró en el periódico de su esposo, Le Matin, con diversos artículos y reportajes (hasta la Gran Guerra en Contes des mille et une matins). Pero se divorció en 1923, no sin convertirse, escandalosamente, en amante de su hijastro Bertrand de Jouvenel, de diecisiete, iniciándole además en la escritura. Esta experiencia, ya con cuarenta años, le servirá a Colette para desarrollar los temas y situaciones de dos de sus más famosas novelas, Chéri y Le Blé en herbe.
Colette colaboró con el compositor Maurice Ravel, entre 1919 y 1925, para hacer la fantasía lírica L'Enfant et les Sortilèges. Por su parte, Léopold Marchand colaboró con Colette en las adaptaciones teatrales de Chéri y La vagabunda (en 1921 y 1923, respectivamente); su mujer, una judía polaca, también amiga de Colette, cuando perdió a toda su familia en la II Guerra Mundial se hundió en la desesperación y se suicidó.

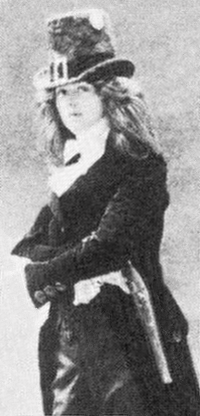
Renée Vivien.

En 1932 publicó Lo puro y lo impuro, que, según Goudeket, es "el más difícil de sus libros y, a la vez, el más original. Dudo que se haya escrito algo más intenso y más exacto sobre los sentidos, especialmente del sexual, acerca de su soberanía y su tristeza" (Junto a Colette, cap. X). Se trata del originariamente llamado Estos placeres..., que es una especie de biografía del periodo más tétrico de vida de la poetisa lesbiana inglesa de expresión francesa Renée Vivien, que había conocido personalmente. La primera entrega salió en semanario Gringoire, pero el director recibió tantas protestas escandalizadas que no llegó a ver la luz la segunda. Diez años antes, aunque menos brutalmente, El trigo verde había recibido el mismo trato en la sección de cuentos de Le Matin, cuando ya andaba por la mitad de la obra. Goudeket sugiere que lo realmente subversivo del libro era el no emplear un tono didáctico para hablar de temas escabrosos: en Estos placeres..., aborda comportamientos sexuales distintos de los más habituales sin dejar nada en la sombra. Colette decidió cambiar de título al libro a Lo puro y lo impuro, dijo, porque le molestaban los puntos suspensivos.
De 1933 a 1936, asumió la crítica teatral en el periódico Le Journal, sucediendo a Catulle Mendès y G. de Pavlowski, y durante cinco años asistió a ensayos generales cuatro o cinco días a la semana, cultivando la crítica impresionista que llena los cuatro volúmenes de La jungla negra, lo que hizo decrecer su producción narrativa. En 1936, apareció Mis aprendizajes, que narraba la vida de Colette en la época de las Claudines, y en 1937 publicó su primer volumen de relatos, Bella Vista, al que siguieron otros tres libros destacados: Cuarto de hotel, El quepis y Gigi (1944).
Ya en el cénit de su talento y su gloria, se instaló en un apartamento cerca del Palais-Royal, en el que vivió hasta su muerte, haciendo escapadas de dos meses en verano a Saint-Tropez, o a viajes esporádicos a Nueva York, Berlín, a España, a Gibraltar, a los fiordos noruegos en el yate "Eros" de Henri de Rothschild o a Montecarlo.
Un amigo de antaño, que había conocido en 1925, el periodista de origen judío Maurice Goudeket (1889-1977), fue su tercer y último marido, desde 1935. Goudeket, después de haber pasado por el campo de concentración de Compiègne (1941-1944), del que Colette no pudo lograr sacarlo, la ayudó al final a soportar una terrible artritis de cadera que la relegó a una silla de ruedas a partir de 1944. En 1945 fue elegida miembro de la Academia Goncourt.

En 1948 Goudeket empezó a imprimir sus Obras completas, que venía recogiendo desde hacía tres años, y se extendió su fama fuera de Francia; su libro Junto a Colette, de 1956, dio abundantes y desordenadas noticias de ella. Pese a su escandalosa vida, y habiéndosele negado un funeral católico por su condición de atea, la República Francesa le hizo unos funerales de estado, de forma que ha sido la única escritora francesa que ha gozado de tal honor. Está enterrada en el cementerio del Père Lachaise (París). 

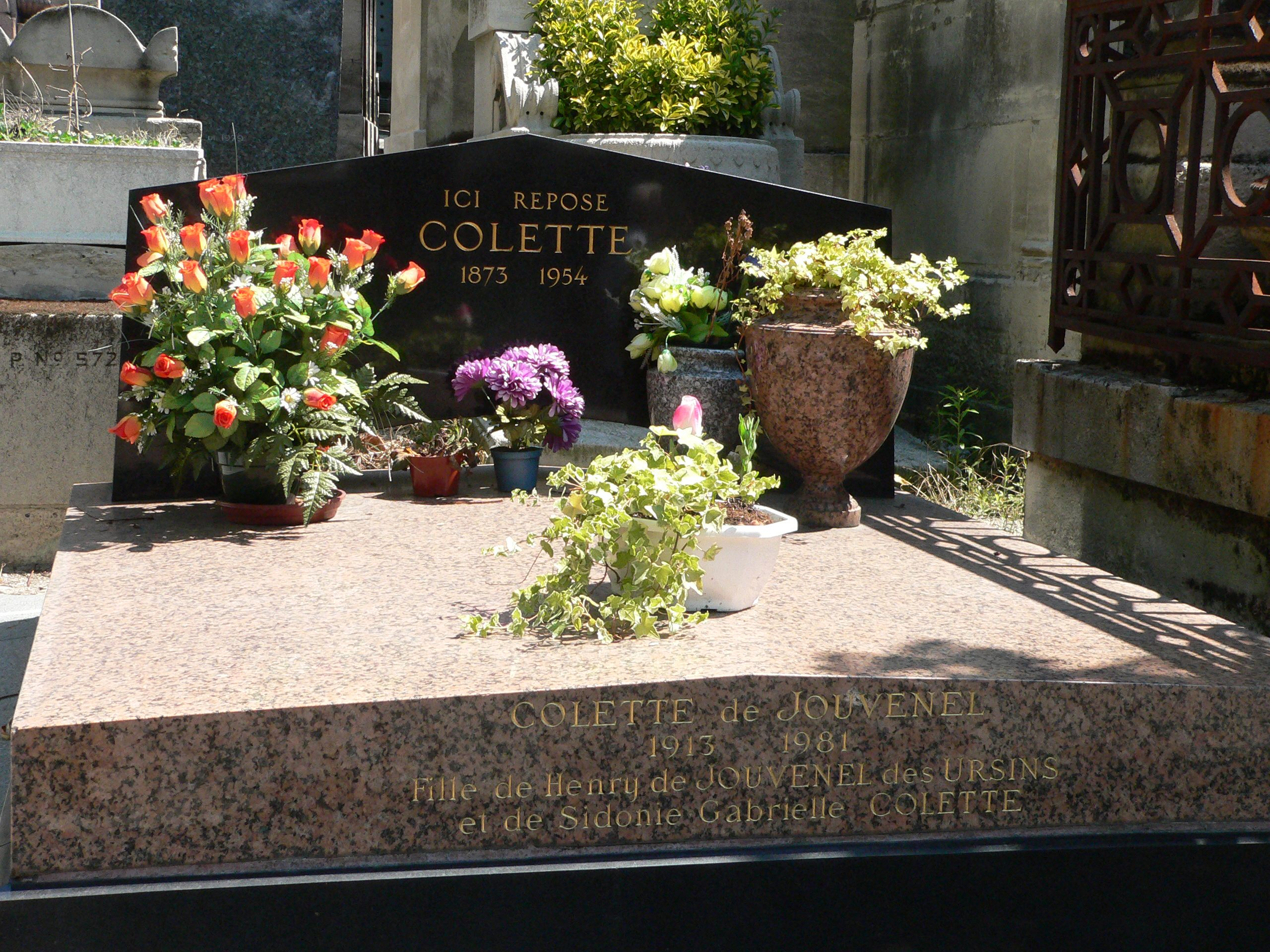
Tumba de Colette en el cementerio del Père Lachaise de París.

## Gustos literarios
Como señala su tercer marido Maurice Goudeket —en Junto a Colette, cap. 18—, fue una gran lectora. Sus autores favoritos en lengua francesa, releídos una y otra vez, eran Balzac y sobre todo Proust, desde el primer tomo de la Recherche. Trató personalmente a Marcel Proust, y su epistolario mutuo es revelador de la cercana simpatía. Le gustaron Mérimée y Daudet. También leyó traducida toda la obra de Rudyard Kipling y Joseph Conrad. De niña había leído toda la obra de Alphonse Daudet y de mayor leía y releía mucha poesía lírica, en especial a Edgar Allan Poe a través de la versión de Baudelaire, también Paul Verlaine y Leconte de Lisle.
Admiraba el estilo florido y arqueológico de Salambó y La educación sentimental, por otros motivos, de Gustave Flaubert. Era una gran consumidora de libros de ciencias naturales, de los que tenía cientos: botánica, zoología (amaba los animales), oceanografía, entomología (tuvo una gran colección de mariposas), horticultura, historia natural... También devoraba libros de viajes de todas las épocas.

## Obra

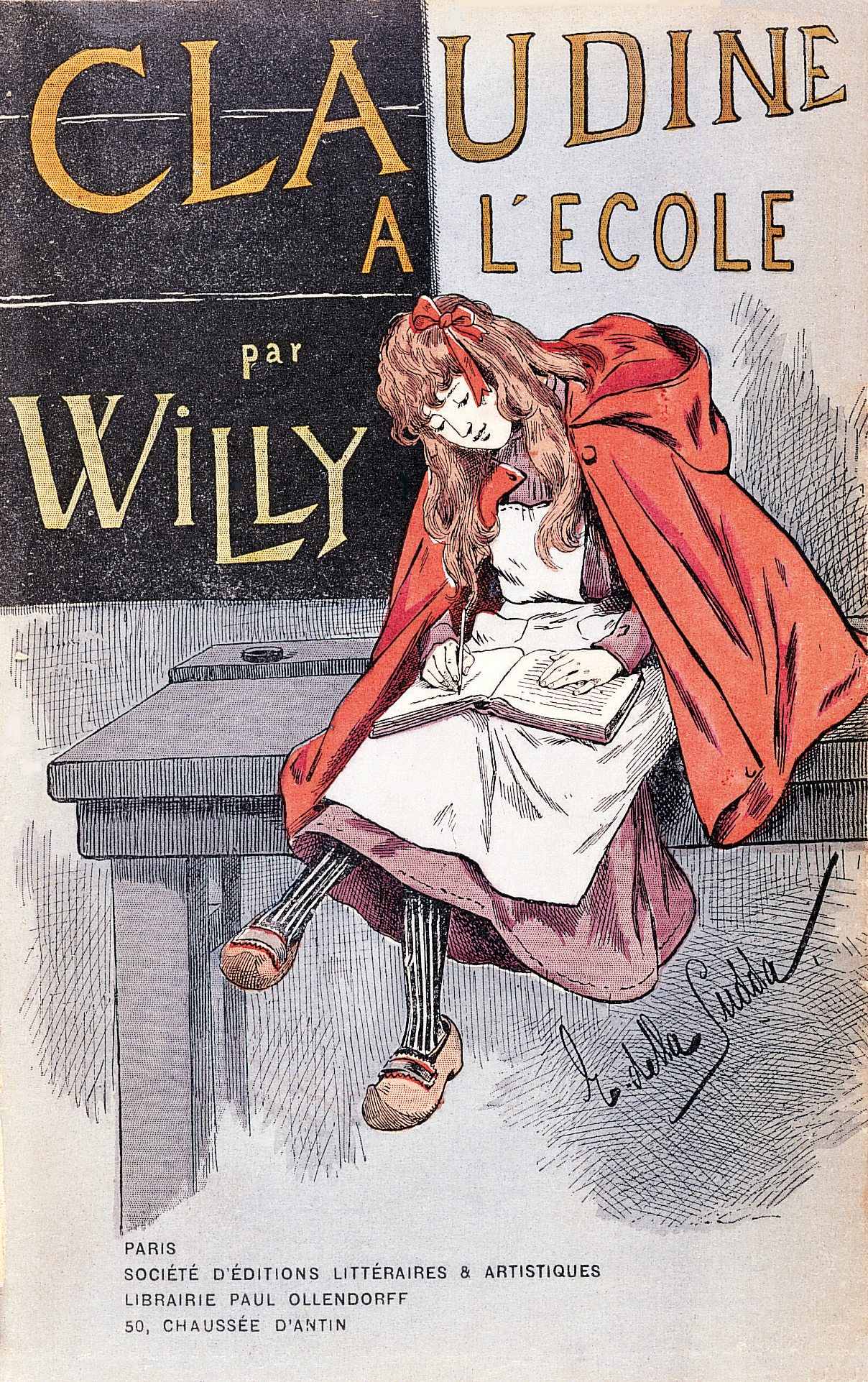
Primera edición de Claudine à l'école.

Existe una edición de sus Obras completas en español (Barcelona: Plaza y Janés, 1963, 2 vols.).
- 1900-1903: Claudine
- 1904: Dialoo
- 1907: La Retraite sentimentale (El retiro sentimental)
- 1908: Les Vrilles de la vigne (Los zarcillos de la viña)
- 1909: L'Ingénue libertine (La ingenua libertina)
- 1910: La Vagabonde (La vagabunda)
- 1913: L'Entrave (El obstáculo)
- 1913: L'Envers du music-hall (El reverso del music-hall)
- 1916: La Paix chez les bêtes (La paz en la casa de los animales)
- 1917: Les Heures longues (Las largas horas)
- 1918: Dans la foule (En la muchedumbre)
- 1919: Mitsou ou Comment l'esprit vient aux filles (Mitsú o Cómo el carácter viene a las muchachas)
- 1920: Chéri (Querido)
- 1922: La Chambre éclairée (La cámara oscura, artículos periodísticos a finales de la I Guerra Mundial)
- 1922: La Maison de Claudine (La casa de Claudina)
- 1923: Le Blé en herbe (El trigo tierno)
- 1924: La Femme cachée (La mujer oculta)
- 1926: La Fin de Chéri (El final de Querido)
- 1928: La Naissance du jour (El surgir del día)
- 1929: Me (Mí)
- 1930: Sido (Sido)
- 1932: Le Pur et l'Impur (Lo puro y lo impuro; retrato literario de Renée Vivien)
- 1933: La Chatte (La gata)
- 1934: Duo (Dúo)
- 1936: Mes Apprentissages (Mis aprendizajes), recuerdos
- 1936: Splendeur des papillons (Esplendor de mariposas)
- 1937: Bella-Vista (Bella-Vista, relatos)
- 1938: La Jumelle noire (La jungla negra, crítica teatral y cinematográfica: I, 1934; II, 1935; III, 1937; IV, 1938)
- 1939: Le Toutounier (seguida de Duo)
- 1940: Chambre d'hôtel (Habitación de hotel)
- 1943: Le Képi (El Quepis)
- 1943: Nudité (Desnudez)
- 1944: Gigi
- 1946: L'Étoile Vesper (El lucero vespertino), recuerdos
- 1941: Julie de Carneilhan
- 1941: Journal à rebours (Diario a contrapelo)
- 1944: Paris de ma fenêtre (París desde mi ventana)
- 1949: Le Fanal bleu (El farol azul), recuerdos
- 1992: Histoires pour Bel-Gazou (Historias para Bel-Gazou, novelas), Hachette, ilustrado por Alain Millerand.
- 2010: Colette journaliste: Chroniques et reportages (1893-1945), textos periodísticos inéditos. La parte inicial, de 1911-1914, está en Contes des mille et une matins (Cuentos de las mil y una mañanas, Plaza, 1976).
- 2011: J'aime être gourmande, presentación de G. Bonal y F. Maget, introducción de G. Martin, L'Herne, colección Carnets.

## Obra traducida en castellano
- Dúo. Traducción E. Piñas. Editorial Anagrama, 1983 y 2016.
- El trigo tierno. (Le Blé en herbe).Traducción José Ramón Monreal. Colección Pequeños Placeres en Ediciones Invisibles, 2019.
- (1913) El Obstáculo; El reverso del music-hall; El viaje egoísta (Trad. E. Piñas) Barcelona: G.P., ©1970. (Primera edición 1970)
- (1920) Cherí (Trad. Núria Petit Fontseré) Barcelona: Acantilado, septiembre de 2018 (Primera edición 2018)
- (1932) Lo puro y lo impuro (Trad. E. Piña) Barcelona: Argos Vergara. 1982 (primera edición 1982)
- (1933) La gata (Trad. E. Piña) Buenos Aires: Plaza & Janés, ©1963. (Primera edición 1963)
- (1963) Mis aprendizajes (Trad. Domingo Pruna) Barcelona: Ediciones del Bronce, 2000.

## Reconocimientos
- Fue miembro de la Academia Goncourt desde 1945, presidiéndola entre 1949 y 1954.
- Fue condecorada con la Legión de Honor en 1953.[7]
- El Volcán Colette, en la región de Ishtar Terra en Venus, lleva su nombre.
- En 2018 fue encarnada por la actriz Keira Knightley en la película Colette dirigida por Wash Westmoreland.[8]